# Westland Helicopters
Westland Helicopters — була британською аерокосмічною компанією. Компанія утворилася з Westland Aircraft, коли остання зосередила свої зусилля на виробництві вертольотів після Другої світової війни. Вона об'єдналася з кількома британськими фірмами у 1960 і 1961. У 2001 вона об'єдналася з італійським виробником вертольотів Agusta утворивши AgustaWestland (в свою чергу, об'єднана з Leonardo, перед Finmeccanica у 2016).

## Історія

### Повоєнна зміна напряму

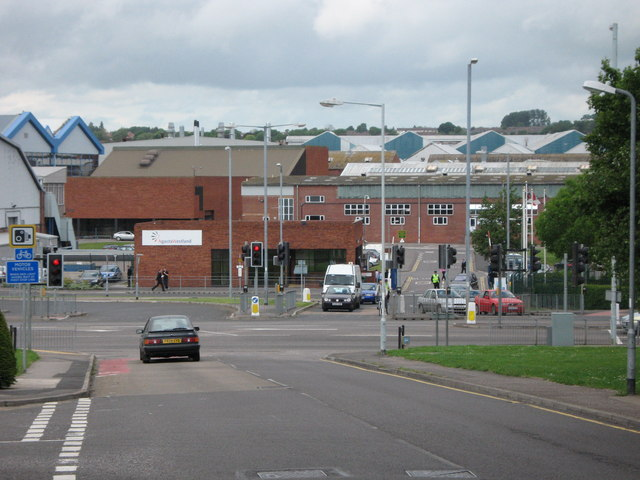
Вхід до AgustaWestland у Йовілі, Англія

Westland Aircraft було створено у 1935 коли Petters Limited відокремили виробництво літаків від виробництва авіадвигунів. Протягом Другої світової війни компанія випускала військові літаки в тому числі Lysander, Whirlwind і Welkin.
Після війни компанія почала будувати вертольоти за ліцензійною угодою з компанію Sikorsky. З середини 1950-х компанія більше концентрується на роботі над вертольотами, відмовившись від будування інших типів літальних апаратів. Виробництво було розпочато з Sikorsky S-51, який отримав назву Westland Dragonfly, він піднявся у повітря у 1948 і був прийняти на озброєння Королівських ВМС та ВПС у 1953. Westland розробили покращену версію Widgeon, який не мав великого успіху. Успіх Dragonfly було повторено з Sikorsky S-55 який отримав назву Whirlwind, а також з переробленим Sikorsky S-58, обидва мали турбовальні двигуни як і Wessex.

### Примусове злиття
За головування Еріка Менсфорта у період 1953—1968 розпочався перехід, якому допоміг уряд у 1959—1961 примусово об'єднавши 20 або більше авіаційних фірм у три групи, British Aircraft Corporation і Hawker Siddeley Group яки розробляли літаки, у той час як Bristol, Fairey і Saunders-Roe (зі своїм судном на повітряній подушці) були об'єднані, для розробки вертольотів, з Westland утворивши Westland Helicopters у 1961.

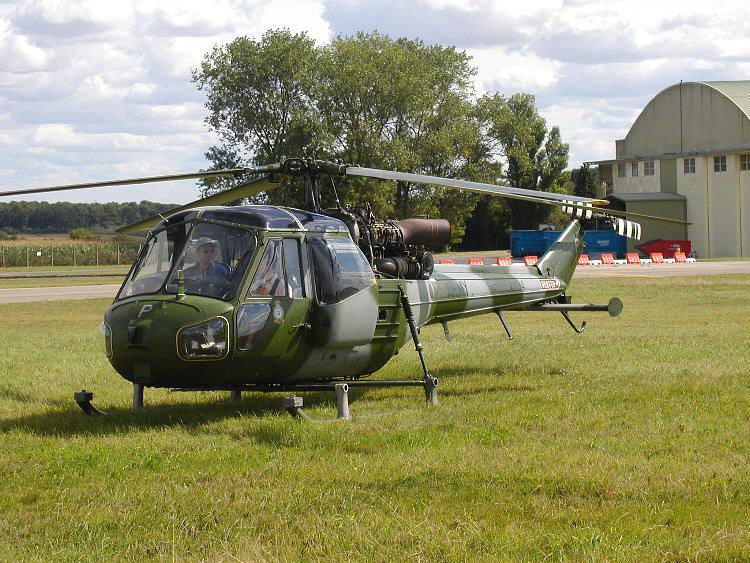
Приватний, колишній військовий, Westland Scout AH.1 (XV134)

Westland успадкували вертоліт Saro Skeeter, розробку Cierva W.14 Skeeter та Fairey Rotodyne. Вони продовжили розробку останнього, скасувавши розробку власного великого транспортного Westland Westminster.
Компанія продовжила випускати інші ліцензійні вертольоти компаній Sikorsky (Sea King) та Bell (Sioux). Вони також випускали свої власні конструкції; Westland Scout і його морський варіант Westland Wasp з P.531 які використовували у Корпусі армійської авіації і у Повітряних силах флоту відповідно.
Наприкінці 1960-х компанія почала співпрацювати з Aérospatiale створивши три нових вертольоти, Aérospatiale Puma, Aérospatiale Gazelle та Westland Lynx, останній було розроблено Westland.
Отримавши Saunders-Roe, Westland стала власником першої частини, а з 1970 повним власником British Hovercraft Corporation, продаючи під маркою Westland Aerospace. Більшість конструкції походять від Saunders-Roe або Saunders-Roe.
Багато років Westland належав основний вертодром Лондона у Баттерсі.

### Занепад
Незважаючи на хорошу підтримку з боку британського істеблішменту, компанія поступово стала нерентабельною. У 1985 Sikorsky представив антикризову угоду яка розділила кабінет міністрів і призвела до відставки міністра оборони Майкла Хезелтайма у січні 1986 через долю єдиного британського виробника вертольотів. Розкол отримав назву справа Westland, треба було обрати один з двох шляхів: об'єднання з європейською компанією або прийняти американську пропозицію. Зрештою було прийнято угоду з Sikorsky.

### Повернення
У 1990-х компанія повернула собі прибутки і виросла в результаті кількох контрактів від міністерство оборони Великої Британії на вертольоти EH101 Merlin і на 67 ліцензійних ударних вертольотів Boeing AH-64 Apache, які отримали назву WAH-64 і які були прийняті на озброєння у 2005.

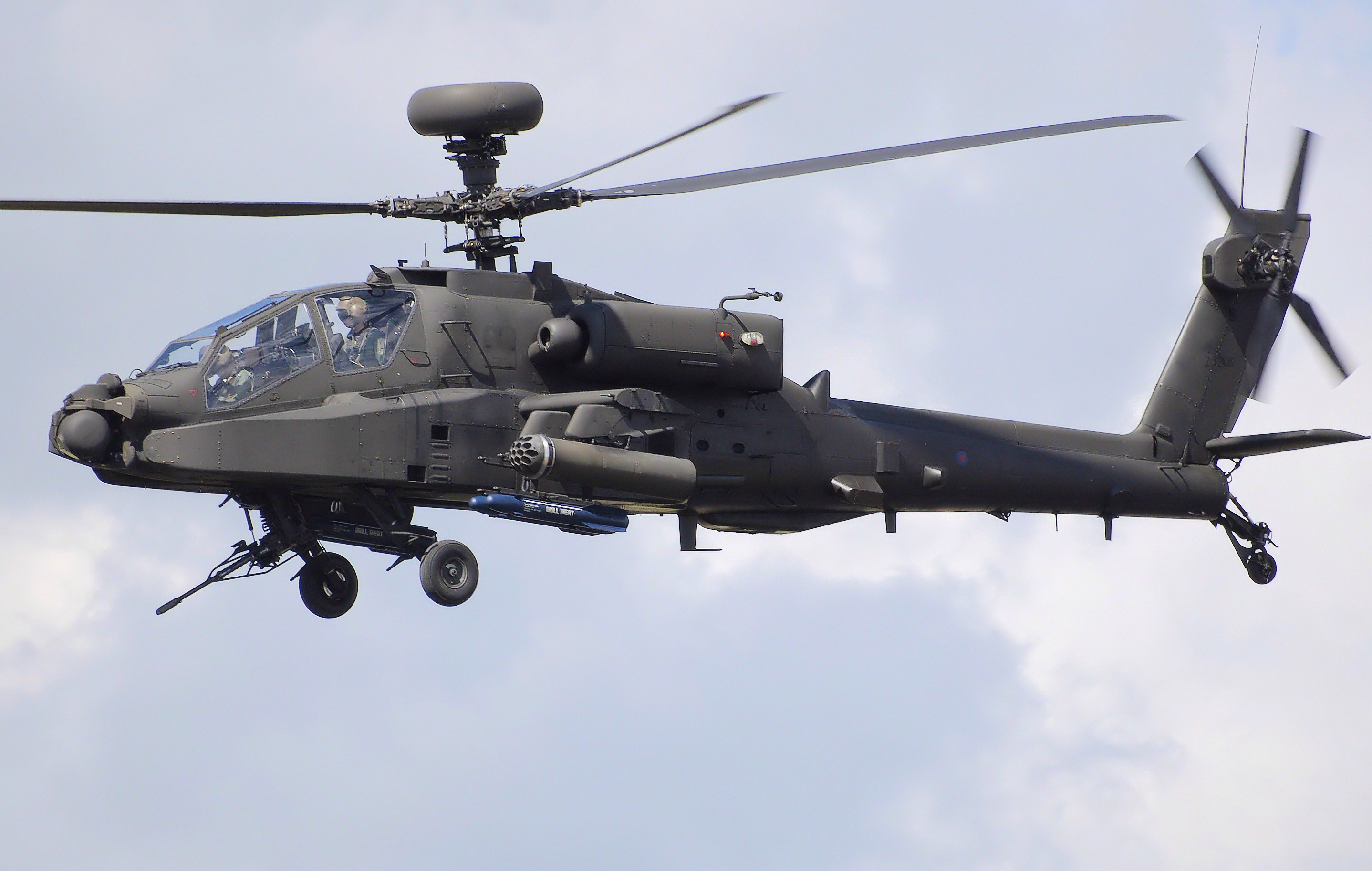
Британський вертоліт Westland Apache WAH-64D Longbow на авіашоу

GKN купили Westland у 1988, придбавши акції які належали Hanson plc. Незабаром вони придбали акції, які належали Fiat, що дало їм абсолютний контроль. У 1994 Westland стала дочірньою компанією GKN. Вона об'єдналася з вертолітним підрозділом компанії Finmeccanica Agusta у 2001. Нова компанія AgustaWestland до сих пір має завод у Йовілі. У 2004 Finmeccanica S.p.A. придбала частку акції GKN у спільному підприємстві.
Колишній майданчик Westland не використовується, там побудовані будинки Вестон-супер-Мар. У Вертолітному музеї знаходиться багато зразків літальних апаратів Westland.

## Продукція

### Вертольоти
- WS-51 — Westland Dragonfly
- WS-55 — Westland Whirlwind
- Westland Widgeon
- WG-58 — Westland Wessex

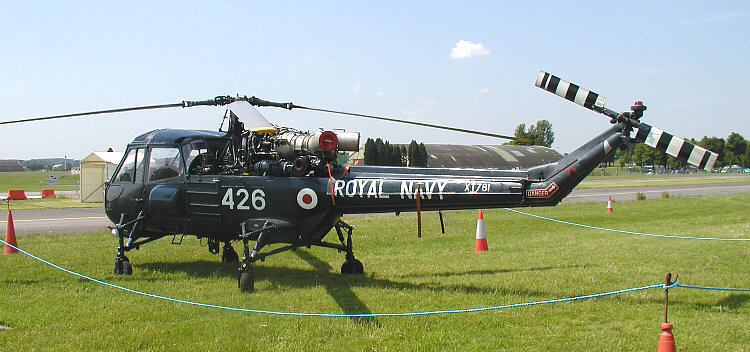
Приватний Westland Wasp HAS.1.

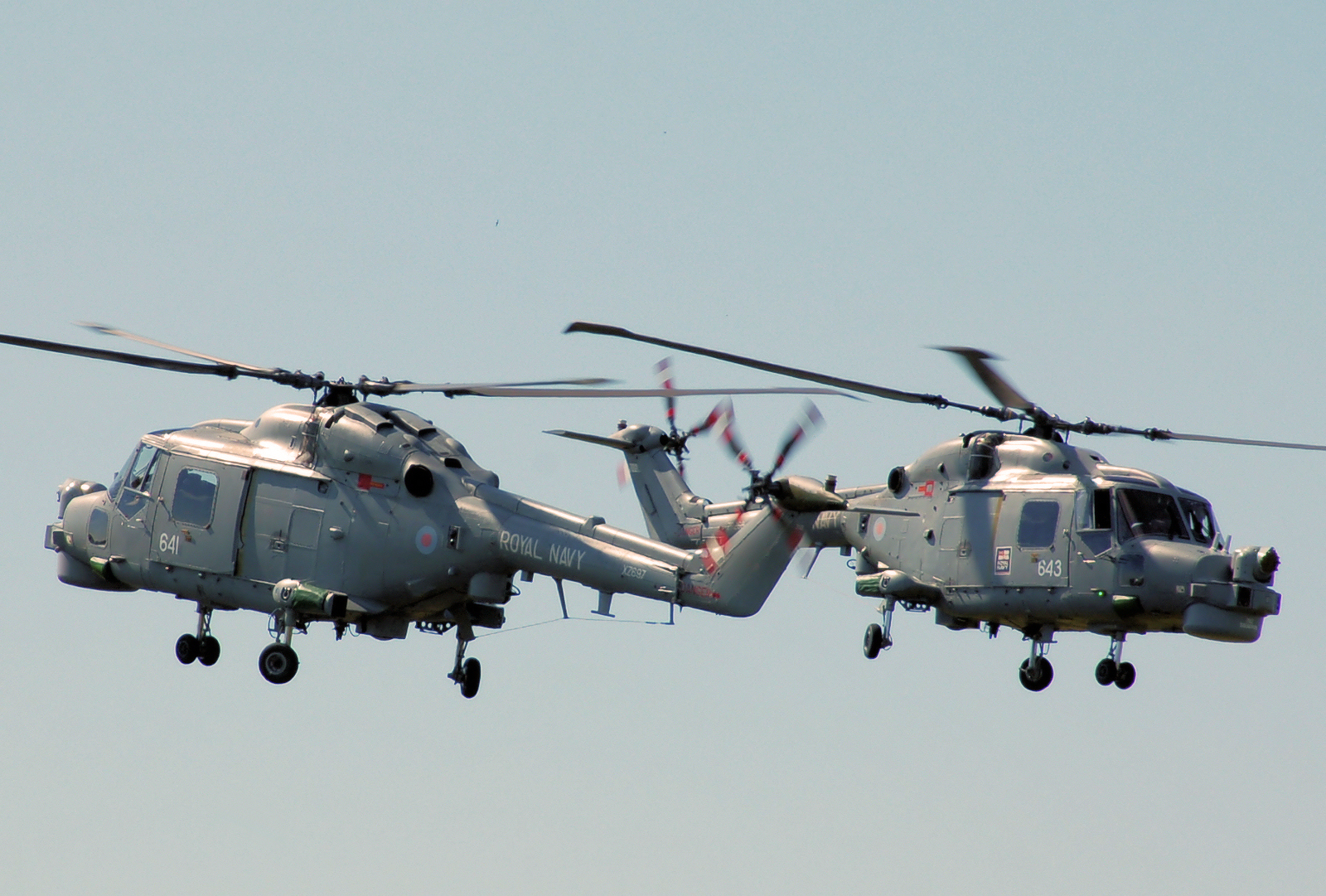
Вертольоти Westland Lynx Королівських ВМС пілотажної групи Black Cats

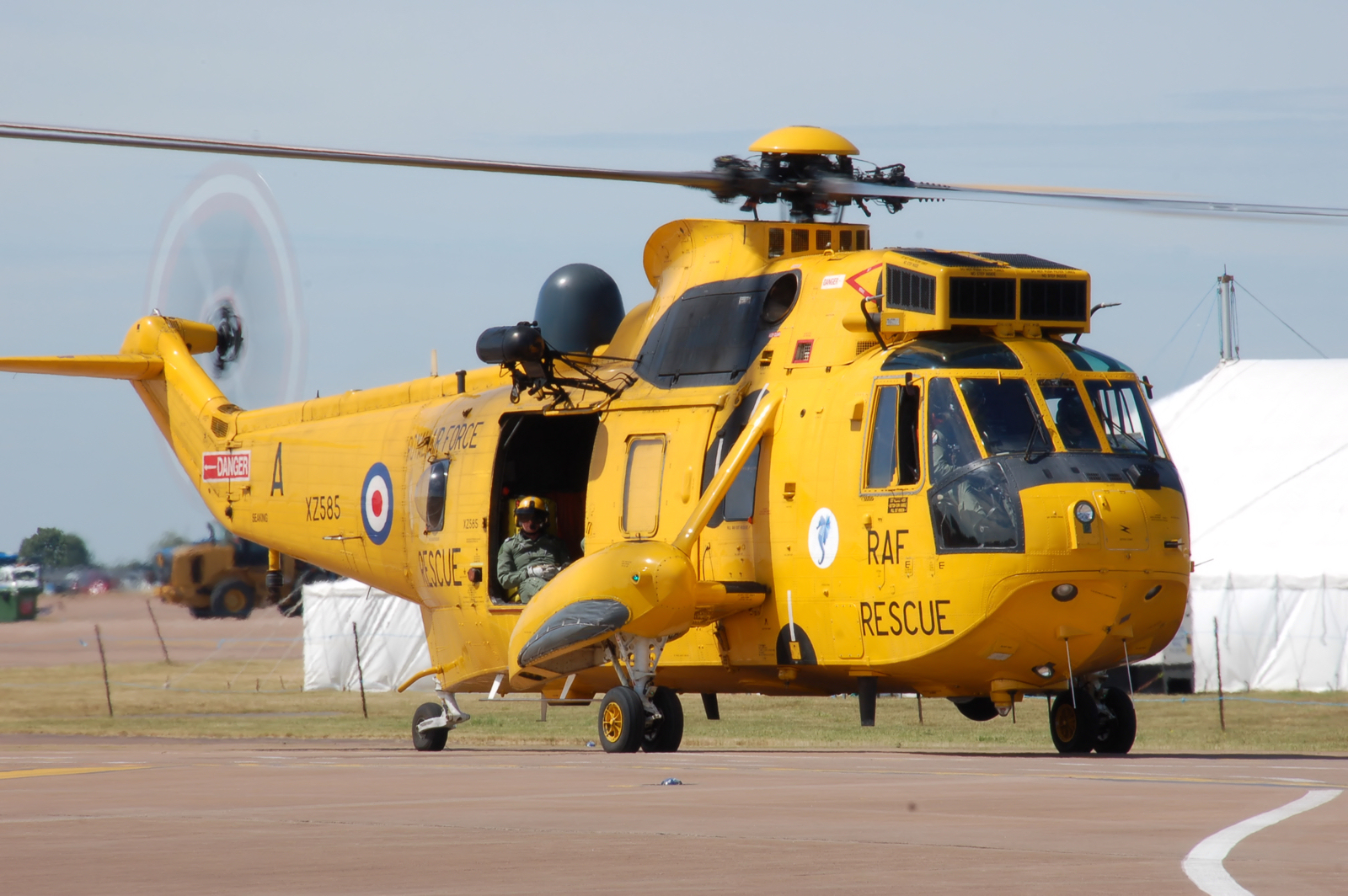
RAF Westland Sea King

- Westland Westminster (1958) — лише прототип
- Westland Scout
- Westland Wasp
- Westland Sioux
- WS-61 — Westland Sea King
- Westland Puma
- Westland Gazelle
- WG.13 — Westland Lynx
- WG.30 — Westland 30
- EHI EH101
- Westland WAH-64 Apache
- Bristol Belvedere
- Fairey Rotodyne

### Судно на повітряній подушці
- GKN Westland AP1-88

### Ракети
- Black Arrow

### БПЛА і дрони
- Westland Mote
- Westland Wideye
- Westland Wisp

### Коробки передач
- Airship Industries Skyship 500 — системи передач